# Anna Paulownapolder
Le Anna Paulownapolder est un polder formant le territoire de l'ancienne commune de Anna Paulowna dans la province de la Hollande-Septentrionale aux Pays-Bas. Sa superficie est de 5 000 hectares sont une bonne partie est voué au secteur horticole.
Le Anna Paulownapolder est habité entre le VIIe et le XIIe siècle par des émigrants de la Gueldre et le la Frise. Ils habitaient à l'emplacement des hameaux actuels de Westeinde et Gelderse Buurt. L'endroit fut abandonné à la suite de tempêtes et d'inondations.
Lors de la création du Zijpe- en Hazepolder au XVIe siècle, d'autres secteurs furent asséchés progressivement. Le Anna Paulownapolder fut définitivement mis à sec avec des fonds privés.
Il a été baptisé ainsi en l'honneur l'épouse du roi Guillaume II, Anna Pavlovna (1795-1865.
Avant la création de la commune d'Anna Paulowna, il faisait partie de celle de Zijpe et devint une commune à part entière le 1er août 1870.